# Villanueva del Río y Minas
Villanueva del Río y Minas è un comune spagnolo di 5 218 abitanti situato nella comunità autonoma dell'Andalusia.

## Geografia fisica
Il territorio comunale è attraversato dal fiume Guadalquivir, a cui tributano, all'interno del comune il Corbones da sinistra e l'Huesna da destra.